# Visconde de Mauá (Resende)

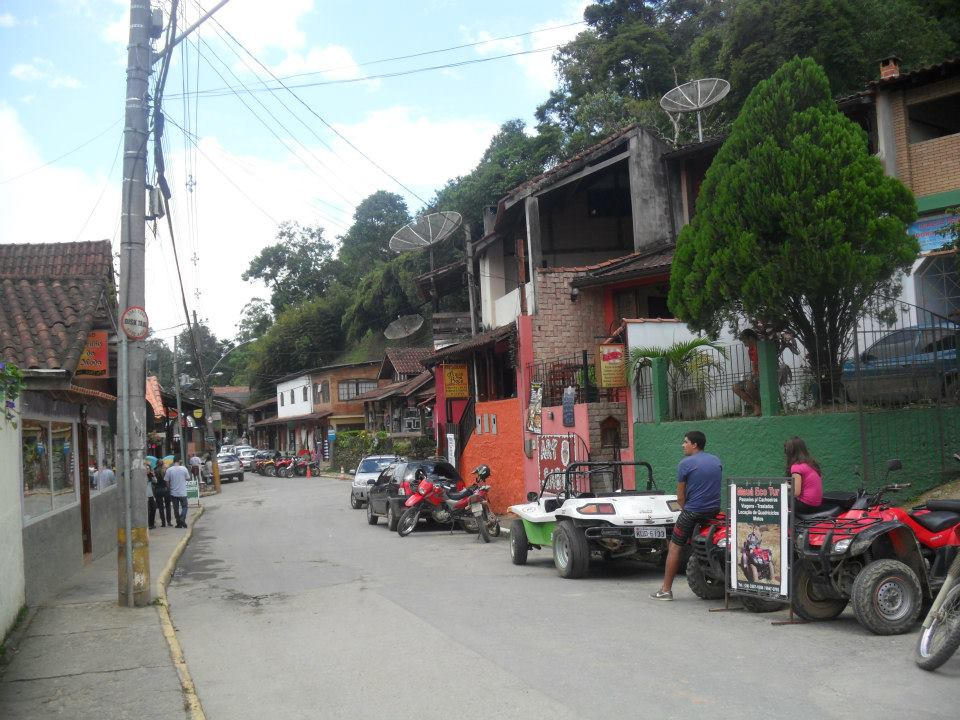
Centro de Maringá.

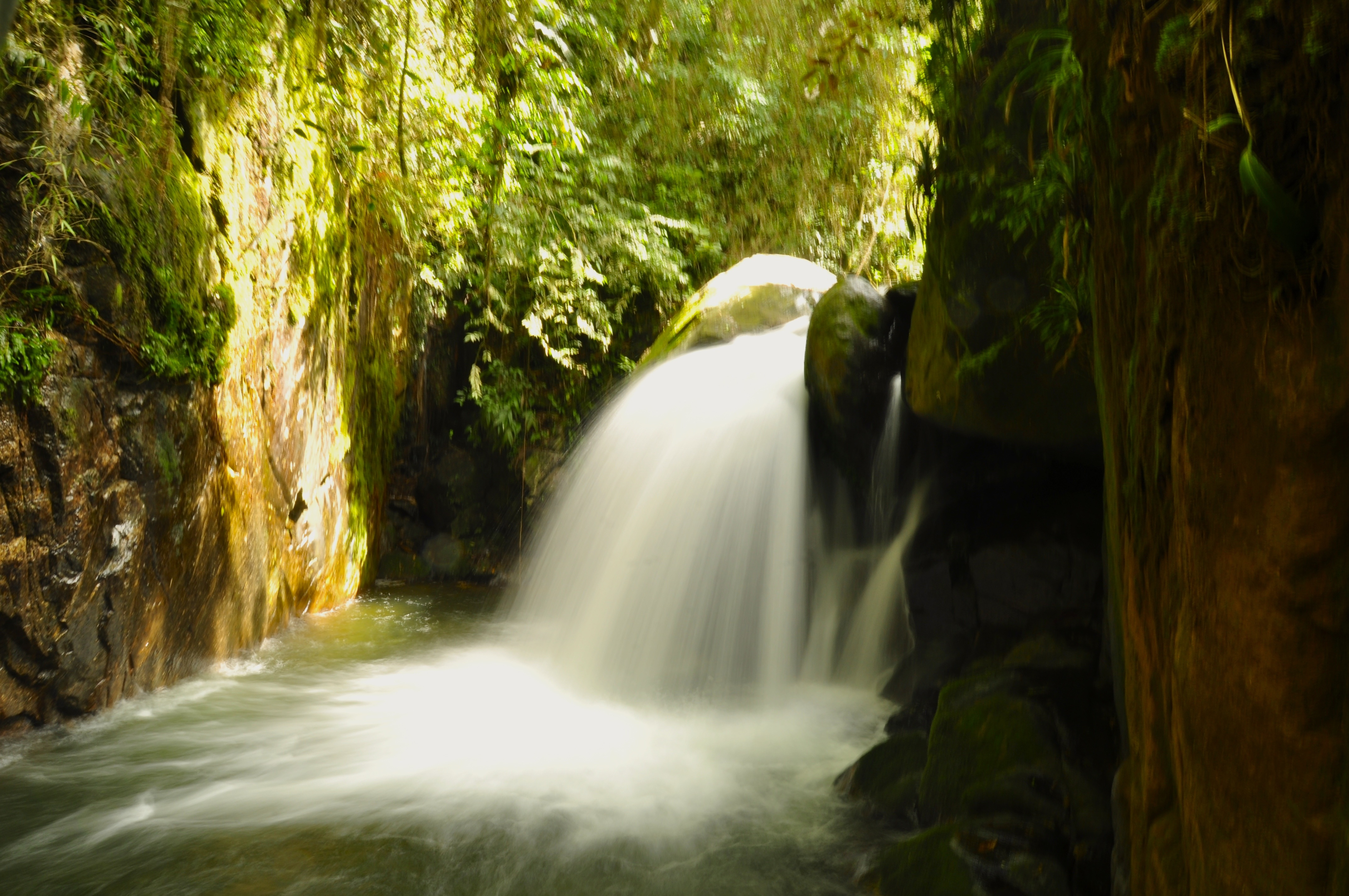
Cachoeira Toca da Raposa, na Vila de Maromba.

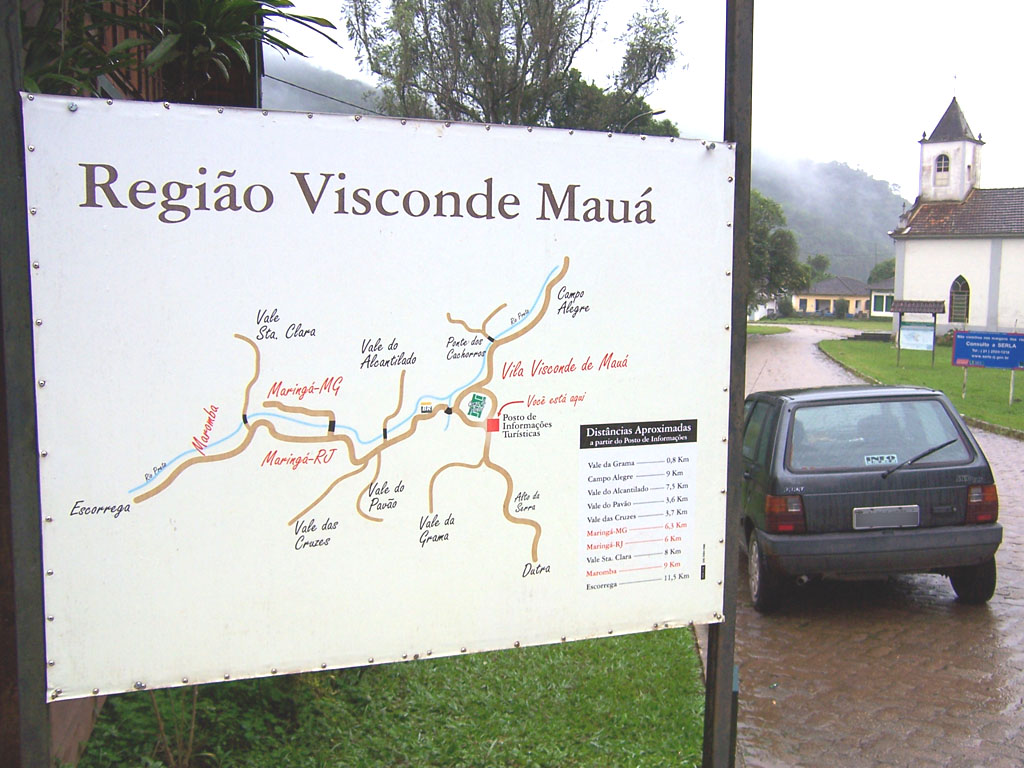
Mapa da região de Visconde de Mauá (centro de visitantes).

Visconde de Mauá é uma região do município de Resende, no estado brasileiro do Rio de Janeiro,   com partes da sua zona urbana estendendo-se também aos municípios de Itatiaia e Bocaina de Minas, este último já no estado de Minas Gerais. 
A região fica localizada na parte alta da serra da Mantiqueira a aproximadamente 1200 metros de altitude. Visconde de Mauá está situada no município de Resende (RJ), com parte do seu território estendendo-se também aos municípios de Bocaina de Minas (MG) e Itatiaia (RJ) onde também faz fronteira com o Parque Nacional do Itatiaia. Com pouco mais de 5.000 habitantes a principal fonte de renda da região é o turismo local dispondo de mais de 150 opções de hospedagem, e muitas opções de lazer
De forma mais ampla, o nome Visconde de Mauá é atribuído ao conjunto das vilas de Mauá, Maringá e Maromba, e seus diversos vales, como o Vale das Cruzes, Alcantilado, Pavão e Grama. A região como um todo compreende parte dos municípios de Resende e Itatiaia, no Estado do Rio de Janeiro, e Bocaina de Minas, no Estado de Minas Gerais. As vilas ficam, em média, a 40 quilômetros das sedes desses municípios.
Visconde de Mauá tem cerca de seis mil habitantes. A principal atividade econômica da região é o turismo, com mais de 100 estabelecimentos de hospedagem e dezenas de restaurantes, alguns especializados em trutas e receitas à base de pinhão. [carece de fontes?]
Essa região se localiza em área de preservação ambiental, na serra da Mantiqueira, a 1200 metros de altitude. 
Em 28 de Dezembro de 2009 o Governo do Estado do Rio de Janeiro assinou o contrato de R$ 49 milhões para converter a RJ-163, a estrada de acesso a Visconde de Mauá, e a RJ-151 (que beira o Rio preto na região de Mauá) na primeira Estrada Parque do Estado do Rio de Janeiro.[carece de fontes?] A estrada parque observa rigorosamente conceitos ecológicos, tais como “zoopassagens” subterrâneas (um funil formado por suportes metálicos e telas plásticas, com 60 cm de altura, para orientar os animais para a travessia segura), "zoopassagens” aéreas (projetadas para permitir o fluxo de animais que se movimentam pelas árvores), velocidade máxima de 40 km/h, asfalto de baixo ruído. [carece de fontes?]

## História
O nome Visconde de Mauá homenageia Irineu Evangelista de Sousa, barão e depois visconde, que recebeu as terras da região em 1870, como concessão do governo imperial para exploração de madeira, que seria transformada em carvão vegetal. Em 1889, ainda no Império, seu filho, Henrique Irineu de Souza, instalou nas terras um núcleo 1colonial, formado por famílias de imigrantes europeus. A iniciativa fracassou e a maior parte dos colonos retorno aos países de origem. Em 1908 o governo federal compra as terras de Henrique e cria o Núcleo Colonial Visconde de Mauá, segunda tentativa de receber colonos europeus. Este núcleo acaba extinto em 1916.
Algumas famílias alemãs permaneceram em Visconde de Mauá e, a partir da década de 1930, começaram a receber parentes e amigos vindos da Europa, iniciando a atividade turística na região. Na década de 1960, era famoso o Hotel Casa Alpina, hotel pioneiro junto com o Hotel Bühler. Na década de 1970, a vila de Maromba foi descoberta pelos hippies e, a partir dos anos 1980, começou a se tornar um dos destinos de montanha preferidos de turistas do Rio de Janeiro e São Paulo. [carece de fontes?]

## Clima
O clima da região é classificado como Clima Oceânico tipo Cwb ou um clima subtropical e que apresentem as características ao lado: Verões amenos e Invernos frios e secos. No Inverno, de junho a agosto, a temperatura pode variar de -8°C a 13°C. O Verão apresenta chuvas com frequência, principalmente chuvas vespertinas, com temperatura variando de 8 a 27°C. A menor temperatura já registrada no distrito foi -13°C, em junho de 1985, no mesmo dia em que o Pico das Agulhas Negras teve a terceira maior nevasca já registrada no Brasil, registrando -15°C. [carece de fontes?]

## Eventos
- Maio: Festa do Pinhão e Concurso Gastronômico
- Junho: festa de São João (Maringá)
- Setembro: Temporada da Truta
- Dezembro: Cinema na Mesa [carece de fontes?]

## Trilhas
A região conta com duas trilha: da Maromba e do Pico das Agulhas Negras. [carece de fontes?]

## Passeios

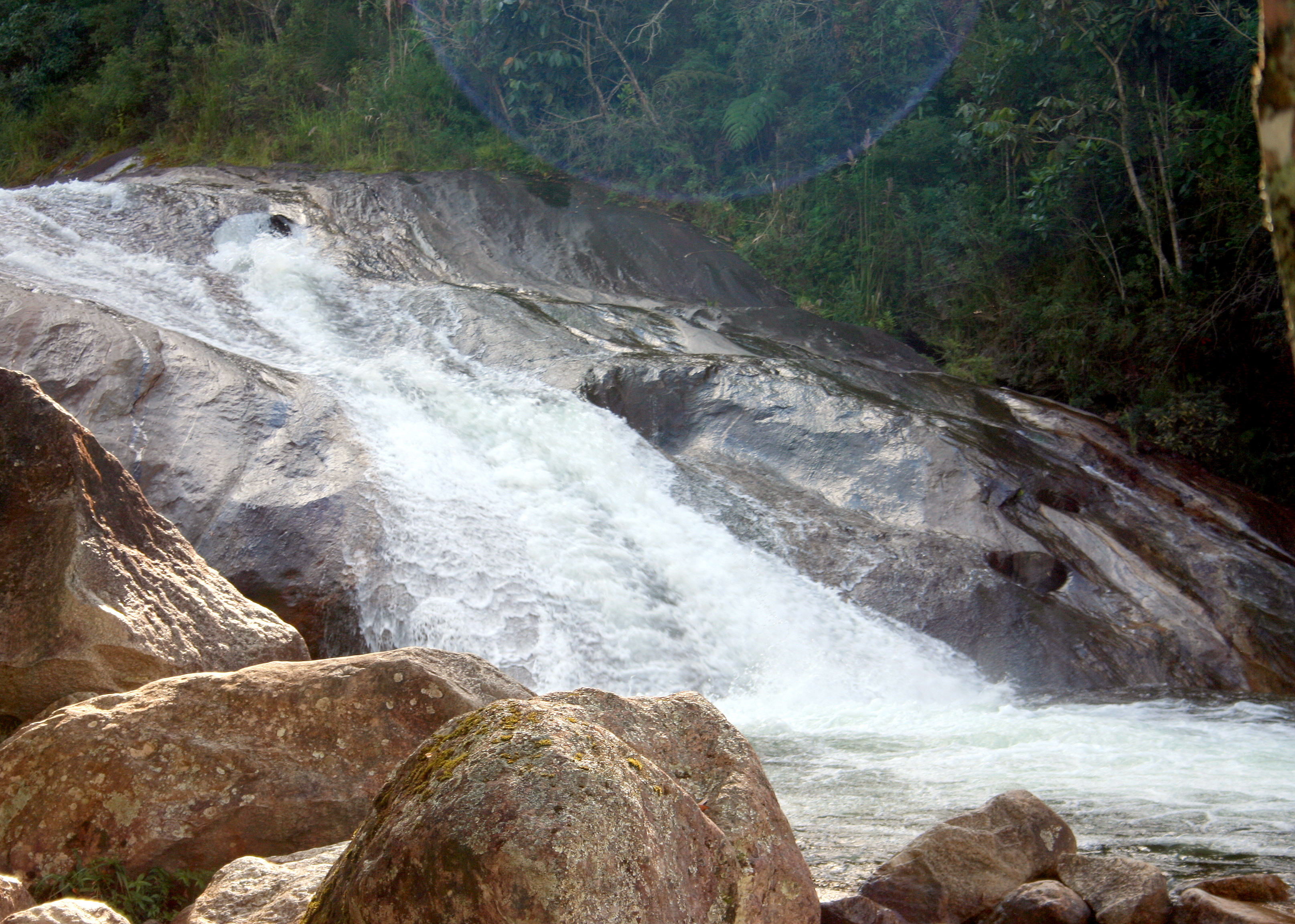
Cachoeira do Escorrega, Maromba, Itatiaia, RJ, Brasil

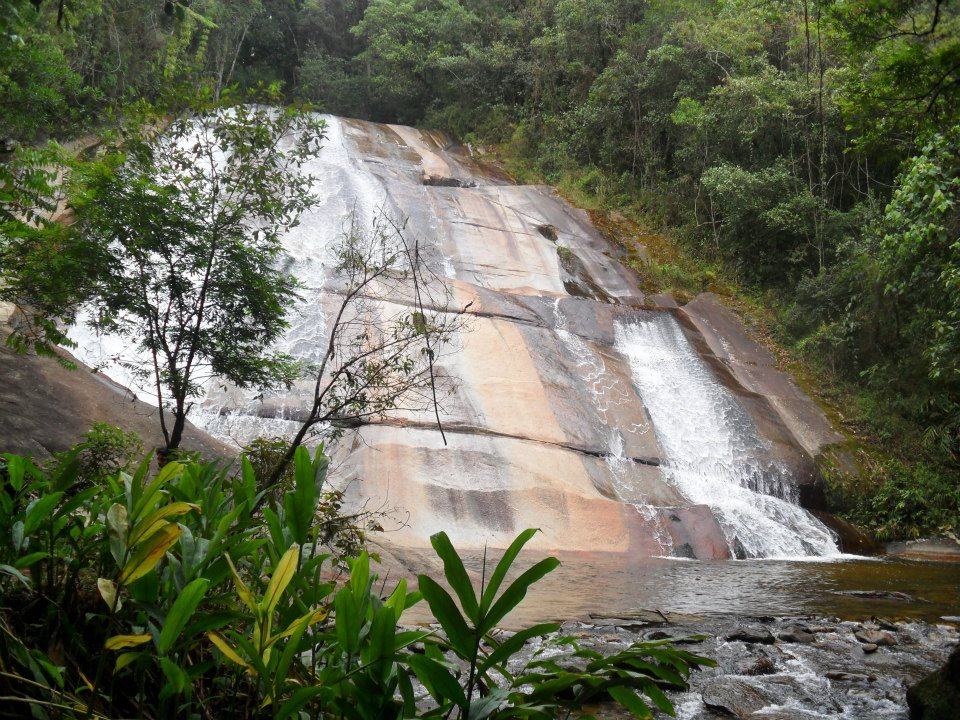
Cachoeira de Santa Clara, Visconde de Mauá, Brasil

É possível contratar um passeio de 4x4 ou seguir em carro próprio, porém com cautela pois muitas regiões são estrada de terra, de difícil acesso por meio de carro baixo. [carece de fontes?]
A região é muito propícia para passeios de quadriciclos, bem como trekkings e trilhas e em vários pontos turísticos
- Cachoeira do Escorrega
- Cachoeira do Escorrega (360º)
- Cachoeira do Véu da Noiva
- Cachoeira do Véu da Noiva (360º)
- Poção da Maromba
- Poção da Maromba (360º)
- Pedra Selada (360º)
- Cachoeira da Fumaça
- Cachoeiras do Alcantilado
- Parque Corredeiras
- Museu Duas Rodas
- Cachoeiras da Prata
- Cachoeira do Rio Grande
- Cachoeira do Paiol
- Cachoeira da Saudade]

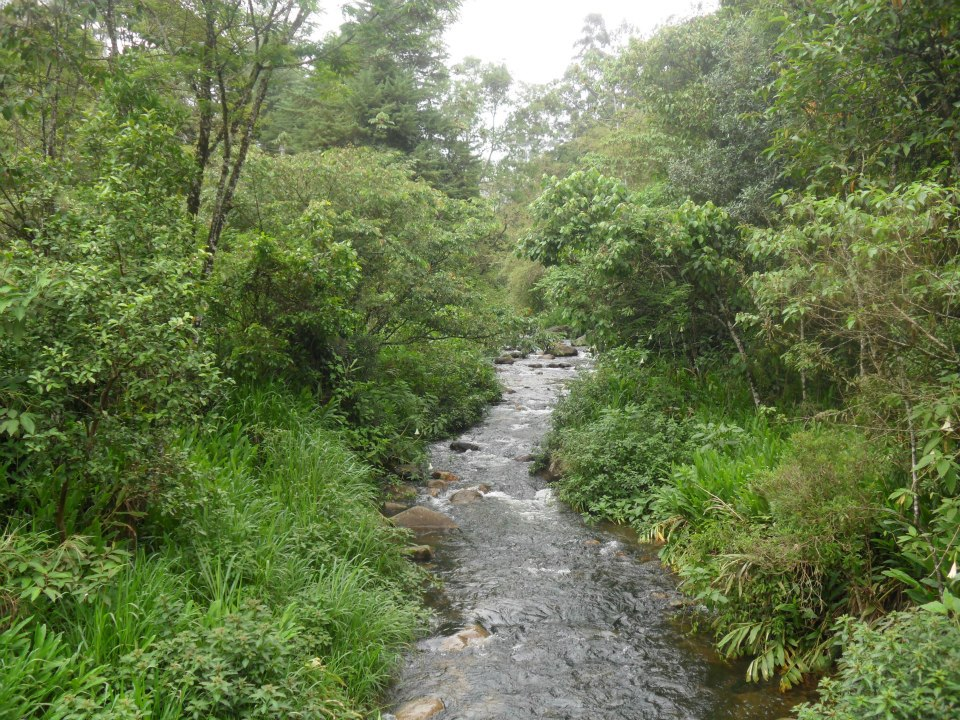
Rio Preto dividindo o Estado do RJ e MG em Visconde de Mauá/RJ, Brasil

- Poço do Marimbondo (360º) [carece de fontes?]

## Acesso

### Partindo do Rio de Janeiro
- Carro: Siga pela Via Dutra (BR-116) em direção a São Paulo. 6 quilômetros depois de passar por Resende, há uma saída à direita para Visconde de Mauá e Penedo (saída 311), que se bifurca adiante, com o acesso a Penedo à esquerda e a RJ-163 (acesso a Visconde de Mauá) à direita. Siga pela RJ-163, por aproximadamente 34 quilômetros até chegar a Visconde de Mauá. O trecho final de 15 km já é asfaltado, mas recomenda-se prudência em dias de chuva. [carece de fontes?]

### Partindo de São Paulo
- Carro: seguir pela Via Dutra em direção ao Rio e cerca de 5 km após passar por Itatiaia e antes de chegar a Resende, há uma saída para Visconde de Mauá e Penedo (saída 311). A partir dai, seguir as direções sob "Partindo do Rio", acima, a partir do ponto que sai da Rodovia Dutra. [carece de fontes?]

- Ônibus: na Rodoviária do Tietê, a Cometa possui diversas linhas diárias para Resende. As linhas operadas pela Autoviação Resendense, tal como a das sextas-feiras às 23h diretamente para Maromba foram desativada há alguns anos. Em Resende, no terminal rodoshopping Graal, há ônibus convencionais para Visconde de Mauá e Maromba, das empresas São Miguel e Resendense.

### Coordenadas
- Centro da vila de Visconde de Mauá: 22º33'2509S, 44º54'0734W

### Distâncias
- Rio de Janeiro: 200 quilômetros
- São Paulo: 300 quilômetros [carece de fontes?]